# Arturo Gatti
Pour les articles homonymes, voir Gatti.

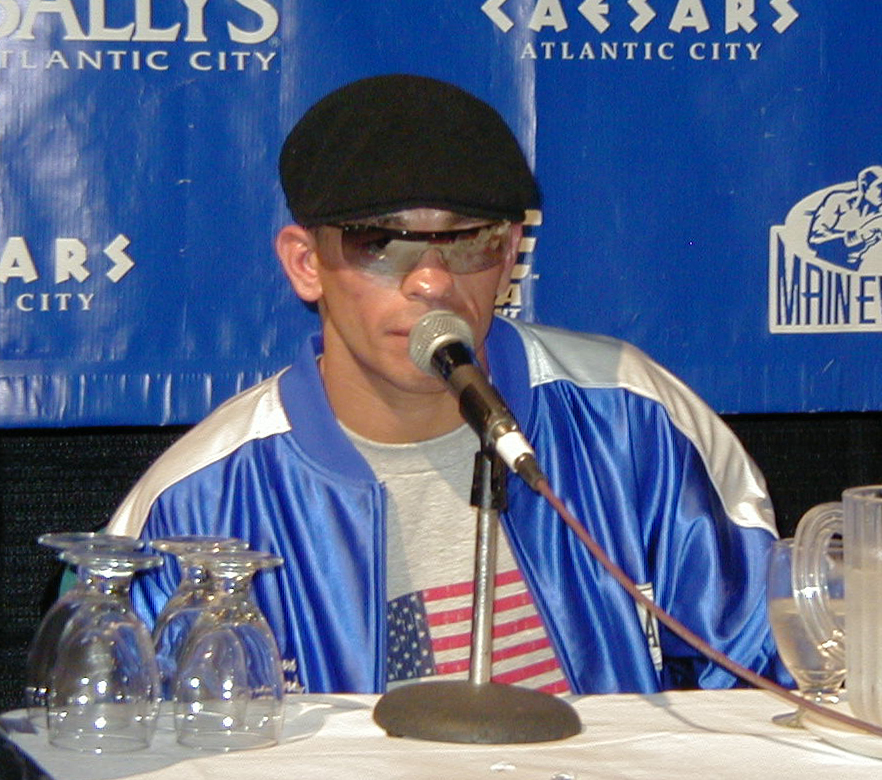
Gatti à la conférence de presse après sa bagarre, le 7 juin 2003.

Arturo Gatti (15 avril 1972 à Montréal au Québec - 11 juillet 2009 à Porto de Galinhas au Brésil) était un boxeur italo-canadien. Il a remporté le titre de champion du monde des poids super-plumes IBF entre 1995 et 1998 puis celui des super-légers WBC entre 2004 et 2005.

## Biographie

### Enfance
Né en 1972 à Montréal, Arturo Gatti a grandi dans le quartier Rosemont, un quartier ouvrier de la ville de Montréal, au Québec. Ses aptitudes pour le combat sont rapidement révélées lors d'escarmouches avec d'autres jeunes de son quartier. Il commence alors à s'entraîner sérieusement. Son frère aîné, Joe Gatti, remarque son talent pour la boxe et l'invite à l'accompagner au gymnase. C'est dans sa ville d'adoption, New Jersey, en banlieue de New York, qu'Arturo Gatti met véritablement à jour ses qualités athlétiques. Une des soeurs d'Arturo est Anna Maria Gatti, ex-femme du boxeur Dave Hilton, Jr..

### Carrière sportive

#### Carrière amateur au Québec
Arturo Gatti commence la boxe dans le défunt club de boxe olympique de Montréal sous la supervision de Dave Campanile dès 8 ans. Champion canadien juvénile en 1988 et champion canadien junior en 1990, le point culminant de sa carrière amateur est une participation aux championnats du monde junior à Lima au Pérou en 1990. Évoluant à l’époque en poids coqs (-54 kg), il est défait aux points à son premier combat par le portoricain Gilberto Otero.

#### New Jersey, terre d’accueil pour Thunder
Destiné à intégrer l’équipe olympique canadienne, Arturo Gatti choisit plutôt de suivre son frère Joe au New Jersey et d'entamer une carrière professionnelle. Le 10 juin 1991, il bat pour son premier combat Jesus Rodrigues par arrêt de l'arbitre. Il monte ensuite les échelons de la boxe de 1991 à 1994, malgré une courte défaite par décision partagée le 17 novembre 1992 au Blue Horizon de Philadelphie face à un boxeur méconnu, King Salomon.
Arturo obtient son premier titre régional (titre USBA des super-plumes) après une victoire par décision unanime en 12 rounds aux dépens de l’américain Peter Taliaferro. Il défend ce titre deux fois et remporte trois combats à un poids plus élevé avant de se voir offrir la chance qu’il souhait : livrer un combat de championnat du monde. Le champion IBF des super-plumes (130 livres), Tracy Harris Patterson, est moins célèbre que son père adoptif (l’ancien champion poids lourds Floyd Patterson), mais est tout de même un champion solide et expérimenté, avec 58 combats. Thunder lui ravit pourtant la ceinture après une victoire aux points par décision unanime au terme d'une belle bataille qui lui donnera un contrat télévisuel avec le réseau de télévision HBO.

#### Quatre combats de l’année et demi

##### 1996 face à Wilson Rodriguez à New York
Ce combat, nommé combat de l’année par Ring Magazine, a été un vrai feu d’artifice. Seulement devancé par le premier choc entre Mike Tyson et Evander Holyfield, le duel Gatti/Rodriguez a été court mais explosif. Pour plusieurs, c’était le combat de 
l’année en 1996. Au tapis à la deuxième reprise, perdant en plus un point pour coup bas au cinquième round, Thunder réplique et envoie 
son adversaire au tapis avec un crochet de gauche au foie. Rodriguez se relève et reprend le combat. L’œil droit complètement bouché et mené aux points, Gatti clos les débats par un KO à la sixième reprise : un crochet du gauche au menton. Il s’agit de la première défense du titre mondial IBF des poids super-plumes (130 livres) pour Gatti. C’est également ce combat qui attire le regard des partisans car c’est le premier télévisé sur le réseau HBO.

##### 1997 face à Gabriel Ruelas à Atlantic City
Officiellement le premier combat de l’année au palmarès d’Arturo Gatti, ce combat a été à son image : intense et haut en rebondissements.
Dans une guerre de tranchée, Gatti conserve une dernière fois sa couronne IBF des poids super-plumes avec une victoire avant la limite. Sonné par un uppercut au quatrième round, la coqueluche d’Atlantic City reçoit pas moins de 15 coups de puissance consécutifs avant de voir la cloche sonner. Gatti renverse pourtant le cours du combat dans le round suivant en mettant KO son adversaire sur un crochet de gauche.
Ce KO sera d'ailleurs considéré comme KO de l’année par Ring Magazine.

##### 1998 face à Ivan Robinson à Atlantic City
Revenant d’une défaite sur coupure face à Angel Manfredy, Arturo Gatti veut retrouver sur le chemin de la victoire. Il affronte un compétiteur féroce en la personne d’Ivan Robinson, un poids légers très rapide de Philadelphie. La première rencontre entre les deux boxeurs est acharnée du début à la fin. Si Robinson a porté plus de coups qu’il en a reçu, il a visité le tapis au quatrième round et s’est fait solidement 
toucher au dernier round. Le Montréalais perd finalement sur une décision partagée mais son effort n’aura pas été tout à fait vain puisque Ring Magazine nommera ce duel combat de l’année. Il y aura également une revanche face à ce même Robinson ponctuée par une défaite aux points quatre mois plus tard.

##### 2002 face àMicky Wardà Uncasville
Quand l’essence et le feu se croisent, l’explosion survient naturellement. Voici donc ce qui allait être le début d’une trilogie.
Le ring en ce 18 mai 2002 est le théâtre d’un affrontement intense et féroce. Gatti visite le tapis avec un crochet de gauche au foie, la marque de fabrique de Ward, au neuvième assaut mais revient dans le combat en remportant le dixième et dernier round. Cela sera toutefois insuffisant pour les juges qui déclarent Ward vainqueur aux points.

##### 2003 face àMicky Wardà New Jersey
Bien qu’Arturo ait remporté plutôt facilement le deuxième affrontement, un troisième duel a donc eu lieu. Contrairement au deuxième combat où l’américain a visité le tapis, c’est cette fois Arturo Gatti qui va au sol. Mais malgré cette chute et une main brisée dès la quatrième 
reprise, le combatif athlète du groupe Main Event remporte une décision unanime. Il aura toutefois dû puiser dans ses 
réserves pour venir à bout d’un Mickey Ward tenace, comme à l’habitude.

### Décès
Gatti est retrouvé mort dans sa chambre d'hôtel au Brésil durant une seconde lune de miel avec son épouse Amanda Rodriguez le 11 juillet 2009. Le lendemain, son épouse est arrêtée par la police brésilienne puis est relâchée le 30 juillet après avoir conclu à un suicide,. Arturo Gatti repose à Laval, au Québec (Canada).

#### Affaire judiciaire liée à son décès
Les circonstances du décès d'Arturo Gatti sont nébuleuses et ont donné lieu à des procédures judiciaires devant les tribunaux du Québec.
Le 11 juillet 2009, Gatti a été retrouvé mort dans un hôtel à Ipojuca, Pernambuco, Brésil, où il était en vacances avec sa femme brésilienne, Amanda Rodrigues, et leurs fils âgé de 10 mois. Il avait 37 ans. Gatti devait assister au mariage de sa sœur Anna Maria Gatti le même jour. La veuve de Gatti a été accusée d'assassinat après que l'enquêteur brésilien a conclu qu'elle avait changé son histoire plusieurs fois sur la façon dont les événements se sont déroulés à la fois la nuit précédente et ce matin-là. L'enquêteur a également conclu qu'il était impossible que le corps de Gatti ait atterri à l'endroit où il avait été retrouvé, sous le comptoir de la cuisine, après être tombé après avoir été suspendu au côté d'un escalier. Selon l'épouse de Gatti, une sangle de son sac a été utilisée par Gatti pour se pendre, ce qui expliquerait qu'une partie de la sangle est tachée de sang. Rodrigues n'a pas pu expliquer comment elle a passé plus de 10 heures dans la chambre d'hôtel sans se rendre compte que Gatti était mort.
L'ancien champion de boxe Acelino Freitas, qui était un ami proche de Gatti, a déclaré que Gatti et Rodrigues avaient des problèmes conjugaux. Rodrigues avait déjà demandé la séparation avant leur voyage au Brésil, mais a convaincu son mari de partir en voyage sous le couvert d'une dernière tentative pour sauver le mariage. Les autorités brésiliennes ont d'abord qualifié la mort de Gatti d'homicide, mais après la publication du rapport d'autopsie du coroner, elles ont déclaré qu'il s'agissait d'un suicide et sa veuve a été libérée. Le 31 juillet 2009, il a été annoncé que le gouvernement canadien demanderait plus d'informations aux autorités brésiliennes sur la mort de Gatti. La famille de Gatti a confirmé qu'il y aurait une deuxième autopsie au Québec.Le 1er août, un pathologiste engagé par la famille de l'ex-champion de boxe a déclaré que les autorités brésiliennes avaient négligé les ecchymoses sur le corps de Gatti lors de l'autopsie initiale. Près d'un an plus tard, en mars 2010, les circonstances de la mort de Gatti restent floues.
À la demande de la famille, un coroner québécois a accepté d'exhumer le corps afin que deux pathologistes puissent procéder à une deuxième autopsie. Le coroner Jean Brochu a déclaré : « Nous attendons cela depuis longtemps », et « cela va prendre un certain temps » avant que des conclusions puissent être tirées et rendues publiques. Une pénurie de personnel au bureau du coroner a été blâmée pour avoir contribué au retard de l'enquête. Concernant un nouveau rapport de toxicologie en cours de préparation, Brochu a plaisanté en disant qu'il « peut prendre un siècle pour obtenir les résultats ».
Le rapport du coroner du Québec a été publié en novembre 2011. Brochu était d'accord avec les conclusions antérieures selon lesquelles Gatti était mort d'une mort violente par asphyxie par constriction du cou. Il a également noté que Gatti avait du carisoprodol, un relaxant musculaire, dans son système, ainsi que de l'alcool. Un toxicologue expert du Québec engagé par le coroner a déclaré que le médicament peut produire des symptômes de sevrage, tels que l'anxiété, la confusion et la psychose. Le coroner a également déclaré que « la présence évidente de lividité post-mortem » indiquait que le corps avait été suspendu pendant un certain temps avant de se retrouver sur le sol.
Deux enquêteurs privés indépendants des États-Unis engagés par la famille de Gatti ont affirmé qu'il était impossible que le corps de Gatti ait été retrouvé à l'endroit et dans la position où il se trouvait s'il s'était effectivement pendu. Ils pensent que sa femme avait un complice pour aider au meurtre de Gatti. Le motif était la fortune de Gatti, dont Rodrigues a hérité puisqu'elle a pu contraindre Gatti à annuler leur accord prénuptial trois semaines avant sa mort. Rodrigues a menacé de quitter Gatti et d'emmener leur fils avec elle, déménageant au Brésil si Gatti ne rédigeait pas de testament laissant sa fortune à Rodrigues.
Malgré toutes les nouvelles découvertes, informations et faits recueillis et présentés par des agences extérieures indépendantes du Canada et des États-Unis, les autorités brésiliennes ont de nouveau conclu que la mort de Gatti était un suicide et ont classé l'affaire.

## Distinctions
- Arturo Gatti est membre de l'International Boxing Hall of Fame depuis 2013[14].
- Gatti - Ruelas est élu combat de l'année en 1997 par Ring Magazine.
- Robinson - Gatti I est élu combat de l'année en 1998.
- Gatti - Ward I est élu combat de l'année 2002 (ref: Ring magazine)
- Gatti - Ward III est élu combat de l'année en 2003.
- Sa victoire au 5e round contre Gabriel Ruelas est élue KO de l'année en 1997.